# Waarheen, waarvoor
Het lied Waarheen, waarvoor is een lied van Mieke Telkamp uit 1971. Telkamp werd hierbij begeleid door de High Five o.l.v. Harry de Groot. De melodie is van Amazing Grace en de tekst is geschreven door Karel Hille. Het lied wordt veel gedraaid op begrafenissen en crematies en voerde jarenlang de Begrafenis Top 10 aan. Waarheen, waarvoor leverde Mieke Telkamp haar eerste gouden plaat op.

## Hitnotering
| "Waarheen, waarvoor" in de Nederlandse Daverende 30 binnen: 27-03-1971 en 31-07-1971 | "Waarheen, waarvoor" in de Nederlandse Daverende 30 binnen: 27-03-1971 en 31-07-1971 | "Waarheen, waarvoor" in de Nederlandse Daverende 30 binnen: 27-03-1971 en 31-07-1971 | "Waarheen, waarvoor" in de Nederlandse Daverende 30 binnen: 27-03-1971 en 31-07-1971 | "Waarheen, waarvoor" in de Nederlandse Daverende 30 binnen: 27-03-1971 en 31-07-1971 | "Waarheen, waarvoor" in de Nederlandse Daverende 30 binnen: 27-03-1971 en 31-07-1971 | "Waarheen, waarvoor" in de Nederlandse Daverende 30 binnen: 27-03-1971 en 31-07-1971 | "Waarheen, waarvoor" in de Nederlandse Daverende 30 binnen: 27-03-1971 en 31-07-1971 | "Waarheen, waarvoor" in de Nederlandse Daverende 30 binnen: 27-03-1971 en 31-07-1971 | "Waarheen, waarvoor" in de Nederlandse Daverende 30 binnen: 27-03-1971 en 31-07-1971 | "Waarheen, waarvoor" in de Nederlandse Daverende 30 binnen: 27-03-1971 en 31-07-1971 | "Waarheen, waarvoor" in de Nederlandse Daverende 30 binnen: 27-03-1971 en 31-07-1971 | "Waarheen, waarvoor" in de Nederlandse Daverende 30 binnen: 27-03-1971 en 31-07-1971 | "Waarheen, waarvoor" in de Nederlandse Daverende 30 binnen: 27-03-1971 en 31-07-1971 | "Waarheen, waarvoor" in de Nederlandse Daverende 30 binnen: 27-03-1971 en 31-07-1971 | "Waarheen, waarvoor" in de Nederlandse Daverende 30 binnen: 27-03-1971 en 31-07-1971 | "Waarheen, waarvoor" in de Nederlandse Daverende 30 binnen: 27-03-1971 en 31-07-1971 | "Waarheen, waarvoor" in de Nederlandse Daverende 30 binnen: 27-03-1971 en 31-07-1971 | "Waarheen, waarvoor" in de Nederlandse Daverende 30 binnen: 27-03-1971 en 31-07-1971 | "Waarheen, waarvoor" in de Nederlandse Daverende 30 binnen: 27-03-1971 en 31-07-1971 | "Waarheen, waarvoor" in de Nederlandse Daverende 30 binnen: 27-03-1971 en 31-07-1971 | "Waarheen, waarvoor" in de Nederlandse Daverende 30 binnen: 27-03-1971 en 31-07-1971 | "Waarheen, waarvoor" in de Nederlandse Daverende 30 binnen: 27-03-1971 en 31-07-1971 | "Waarheen, waarvoor" in de Nederlandse Daverende 30 binnen: 27-03-1971 en 31-07-1971 | "Waarheen, waarvoor" in de Nederlandse Daverende 30 binnen: 27-03-1971 en 31-07-1971 |
| Week                                                                                 | 1                                                                                    | 2                                                                                    | 3                                                                                    | 4                                                                                    | 5                                                                                    | 6                                                                                    | 7                                                                                    | 8                                                                                    | 9                                                                                    | 10                                                                                   | 11                                                                                   | 12                                                                                   | 13                                                                                   | 14                                                                                   | 15                                                                                   | 16                                                                                   | 17                                                                                   |                                                                                      | 18                                                                                   | 19                                                                                   | 20                                                                                   | 21                                                                                   | 22                                                                                   |                                                                                      |
| ------------------------------------------------------------------------------------ | ------------------------------------------------------------------------------------ | ------------------------------------------------------------------------------------ | ------------------------------------------------------------------------------------ | ------------------------------------------------------------------------------------ | ------------------------------------------------------------------------------------ | ------------------------------------------------------------------------------------ | ------------------------------------------------------------------------------------ | ------------------------------------------------------------------------------------ | ------------------------------------------------------------------------------------ | ------------------------------------------------------------------------------------ | ------------------------------------------------------------------------------------ | ------------------------------------------------------------------------------------ | ------------------------------------------------------------------------------------ | ------------------------------------------------------------------------------------ | ------------------------------------------------------------------------------------ | ------------------------------------------------------------------------------------ | ------------------------------------------------------------------------------------ | ------------------------------------------------------------------------------------ | ------------------------------------------------------------------------------------ | ------------------------------------------------------------------------------------ | ------------------------------------------------------------------------------------ | ------------------------------------------------------------------------------------ | ------------------------------------------------------------------------------------ | ------------------------------------------------------------------------------------ |
| Positie                                                                              | 20                                                                                   | 13                                                                                   | 9                                                                                    | 13                                                                                   | 14                                                                                   | 18                                                                                   | 19                                                                                   | 15                                                                                   | 12                                                                                   | 13                                                                                   | 25                                                                                   | 28                                                                                   | 28                                                                                   | 28                                                                                   | 20                                                                                   | 20                                                                                   | 26                                                                                   | uit                                                                                  | 28                                                                                   | 20                                                                                   | 17                                                                                   | 24                                                                                   | 30                                                                                   | uit                                                                                  |